# Bamu jezik
Bamu jezik (bamu kiwai; ISO 639-3: bcf), jedan od sedam kiwai jezika, transnovogvinejska porodica, kojim govori 6 310 ljudi (2000 popis) u provinciji West u Papui Novoj Gvineji
Postoji više dijalekata, od kojih je gama možda poseban jezik, ostali su: donji bamu, sisiame, gornji bamu (središnji bamu) i nuhiro. Pismo: latinica.

## Vanjske poveznice
- Ethnologue (14th)
- Ethnologue (15th)